# Carl Ehrenfried von der Lancken
Carl Ehrenfried von der Lancken, född 20 augusti 1770 i Presenske, Pommern, död 28 december 1836 i Ystad, var en svensk överstelöjtnant, kammarherre och tecknare.
Han var gift med Erica Gustafva Lidbeck och far till Clara Fredrika von der Lancken. Vid sidan av sina militära uppdrag var Lancken verksam som konstnär och har efterlämnat ett romantiskt landskap utfört i gouache 1830 verket såldes på auktion 1934 vid Svaneholms slott när Carl Augustin Ehrensvärds konstsamling skingrades. Han har även efterlämnat skissböcker med teckningar.